# Ruqayya bint Muhammad
Ruqayya (Née vers 601 et morte en 624) (arabe رُقَيَّة [Ruqayya] : élevée) est une des quatre filles de Mahomet et Khadija. Selon certaines sources, elle serait la plus âgée de ses filles. 
Sa sœur Umm Kulthum et elle épousèrent des fils d'Abu Lahab. Celles-ci divorcèrent avant le début de la carrière prophétique de Mahomet. "La déclaration, dans certaines sources, selon laquelle les divorces ont eu lieu avant que les mariages aient été consommés, est probablement une invention pour garder la sainte famille à l'abri de la contamination avec la famille d'Abu Lahab". 
Elle se marie, après son divorce, à Uthman avec qui elle s'exile en Abyssinie ou fait l'Hégire. Elle est morte avant son père, durant la campagne de Badr. Elle eut un fils, mort en bas âge. 